# Jessica Harper
Jessica Harper (n. 10 octombrie 1949, Chicago, Illinois, SUA) este o actriță americană, producător de film și cântăreață.   Harper a debutat într-un rol principal în filmul Inserts (1974), apoi a jucat în filmul lui   Brian De Palma, Phantom of the Paradise (1974). Harper apare în rolul principal în filmul idol de groază al lui Dario Argento, Suspiria (1977), rol pentru care este cea mai cunoscută.  Jessica Harper a primit un rol secundar în refacerea filmului lui Argento din 2018 în regia lui Luca Guadagnino.

## Biografie
S-a născut în Chicago, Illinois, ca fiica lui Eleanor (née Emery), o scriitoare, și a lui Paul Church Harper, Jr., un pictor și fost președinte al consiliului de administrație al agenției de publicitate Needham Harper Worldwide din New York. Ea a absolvit North Shore Country Day School din Winnetka, Illinois și Sarah Lawrence College din New York. Are trei frați, inclusiv unul geamăn,   William Harper, un compozitor, Sam Harper, un scenarist și regizor de film,  Charles Harper și două surori Lindsay Harper duPont și  Diana Harper.
Harper s-a căsătorit la 11 martie 1989 cu Thomas Edgar Rothman,   un manager executiv de la Sony Pictures (fosta Columbia Pictures). Are două fiice,  Elizabeth și Nora. Harper locuiește în Los Angeles, California și în New York City.

## Filmografie

### Filme cinematografice
| An        | Film                                                                 | Rol                   | Note                |
| --------- | -------------------------------------------------------------------- | --------------------- | ------------------- |
| 1972-1974 | 'Rameau's Nephew' by Diderot (Thanx to Dennis Young) by Wilma Schoen | Personaj fără nume    | film experimental   |
| 1973      | The Garden Party                                                     | Peggy                 | Scurtmetraj         |
| 1974      | Phantom of the Paradise                                              | Phoenix               |                     |
| 1975      | Inserts                                                              | Cathy Cake            |                     |
| 1975      | Love and Death                                                       | Natasha               |                     |
| 1977      | Suspiria                                                             | Suzy Bannion          |                     |
| 1978      | Little Women                                                         | Jo March              | Film de televiziune |
| 1979      | The Evictors                                                         | Ruth Watkins          |                     |
| 1980      | Stardust Memories                                                    | Daisy                 |                     |
| 1981      | Shock Treatment                                                      | Janet Majors          |                     |
| 1981      | Pennies from Heaven                                                  | Joan                  |                     |
| 1982      | My Favorite Year                                                     | K.C. Downing          |                     |
| 1985      | When Dreams Come True                                                | Annie                 | Film de televiziune |
| 1986      | The Imagemaker                                                       | Cynthia               |                     |
| 1987      | Once Again                                                           | Carrie                | Film de televiziune |
| 1988      | The Blue Iguana                                                      | Cora                  |                     |
| 1989      | Big Man on Campus                                                    | Dr. Fisk              |                     |
| 1989      | Eat a Bowl of Tea                                                    | prostituată americană | Nemenționată        |
| 1993      | Mr. Wonderful                                                        | Funny Face            |                     |
| 1995      | Safe                                                                 | Joyce                 |                     |
| 1996      | Boys                                                                 | Mrs. John Baker       |                     |
| 1996      | The Story First: Behind the Unabomber                                | Linda                 | Film de televiziune |
| 1997      | On the Edge of Innocence                                             | Alice Walker          | Film de televiziune |
| 2002      | Minority Report                                                      | Anne Lively           |                     |
| 2018      | Suspiria                                                             | Anke                  | [ 12 ]              |

### Emisiuni TV
| An      | Film                        | Rol             | Note                                               |
| ------- | --------------------------- | --------------- | -------------------------------------------------- |
| 1971    | NBC Children's Theatre      | Elizabeth Tyler | Episodul: "Super Plastic Elastic Goggles"          |
| 1977    | Hawaii Five-O               | Sunny Mandell   | Episodul: "See How She Runs"                       |
| 1977    | Aspen                       | Kit Kendrick    | Miniserial                                         |
| 1979    | Studs Lonigan               | Loretta Lonigan | Miniserial                                         |
| 1985    | Tales from the Darkside     | Prudence        | Episodul: "The Tear Collector"                     |
| 1986    | The Equalizer               | Kate Parnell    | Episodul: "Nocturne"                               |
| 1986    | Moonlighting                | Janine Dalton   | Episodul: "All Creatures Great...and Not So Great" |
| 1987    | Starman                     | Charlotte       | Episodul: "The System"                             |
| 1987    | Trying Times                | Sydney          | Episodul: "Bedtime Story"                          |
| 1988–90 | It's Garry Shandling's Show | Phoebe Bass     | 19 episoade                                        |
| 1990    | Tales from the Crypt        | Marie           | Episodul: "My Brother's Keeper"                    |
| 1998    | Ally McBeal                 | Sister Helen    | Episodul: "Words Without Love"                     |
| 1999    | 7th Heaven                  | Norma Moon      | Episodul: "Paranoia"                               |
| 2005    | Crossing Jordan             | Dorris Meisner  | Episodul: "Forget Me Not"                          |
| 2015    | Proof                       | Virginia Tyler  | Episodul: "St. Luke's"                             |

## Piese de teatru
| An      | Titlu | Rol                 | Teatru           | Note        | Ref.   |
| ------- | ----- | ------------------- | ---------------- | ----------- | ------ |
| 1968–72 | Hair  | Member of the Tribe | Biltmore Theatre | Replacement | [ 14 ] |